# Libnotes (Libnotes) henrici
Libnotes (Libnotes) henrici is een tweevleugelige uit de familie steltmuggen (Limoniidae). De soort komt voor in het Oriëntaals gebied.